# Anton Santner
Anton Santner (* 7. Mai 1789 in Schnals; † 30. Juni 1877 in Meran) war Ehrendomherr in Trient, Dekan von 1845 bis 1877 sowie Stadtpfarrer in Meran und Komtur des Franz-Joseph-Ordens.

## Leben

### Familie
Sein Vater Johann Santner (1762–1806), der im Schuldienst stand, heiratete 1786 Maria geborene Spechthauser († 1833). Aus ihrer Ehe entstammten drei Söhne und zwei Töchter, von denen eine im Alter von einem Jahr verstarb. Die Familie zog 1795 nach Martell und 1803 nach Schlanders. Antons älterer Bruder Johann Santner (1788–1837) besuchte ab 1800 das Gymnasium Meran und wurde später Ordensprovinzial der Minoriten und Pfarrer der Alservorstadt in Wien.

### Gymnasialzeit und Präparatur
Anton wurde 1801 am Gymnasium Meran aufgenommen. Unter dem Präfekten Pater Benedikt Langes (1750–1820) gehörten zu seinen Lehrern Placidius Degeser († 1855), Maurus Maurer und Marian Stecher. Mitschüler waren der spätere Bürgermeister von Brixen Blaas aus Schlanders, Alois von Call aus Bozen, Graf Franz von Hendl, der spätere Mediziner Franz Feiertag, der spätere Richter in Chur Baron Heinrich von Moni und der spätere Geschichtsprofessor Joseph Ladurner. Nach dieser Schulzeit wechselte er 1807 an die Präparaturenklasse des Gymnasiums in Innsbruck, um sich als Haus- und Privatlehrer unter der schulischen Leitung des Geschichtsprofessors Josef Hubel bis zum 29. August 1808 weiterbilden zu lassen. Es folgte später eine parallele Anstellung im Wopfnerschen Haushalt in Hötting als Hauslehrer der Kinder.
Während seiner Studienzeit an der Universität Innsbruck trat er nach einem Aufruf Andreas Hofers und des Generals Joseph Ignaz von Buol-Berenberg 1809 der akademischen Studentenkompanie für den Kampf gegen das napoleonische Regime bei. Diese Studentenkompanie nahm jedoch nicht an Kampfhandlungen teil.
Die nachfolgenden Studien widmete er bis 1813 der Theologie, weiterhin in Innsbruck, um in den Klerikerstand zu treten, dem der weitere Schritt mit der Tonsur und den vier niederen Weihen durch den Fürstbischof Karl Franz Graf von Lodron in Brixen am 7. November 1813 folgte. Nach der Subdiakonnatsweihe am 26. Dezember 1813 folgte die Diakonatsweihe und die Priesterweihe am 6. Februar 1814.

### Kirchliche und administrative Tätigkeiten
Als Kooperator in Schmirn eingesetzt, erhielt er die Leitung der Kuratie der Kirchengemeinde St. Jodok.
Der Ernennung am 10. Oktober 1817 zum Pastoralprofessor am Lyzeum in Innsbruck folgten Aufgaben von 1818 bis 1819 als Kooperator in der Pfarrei Algund, der wieder eine weitere Anstellung bis Anfang 1822 in Meran folgte. Aus den sich daraus ergebenden Kontakten entstand auch eine lebenslange freundschaftliche Beziehung zu dem Theologen und Historiker Jakob Probst (1791–1870) und dem späteren Bischof von Trient Johann von Tschiderer.
Seit 1823/24 als Nachfolger des nach Algund versetzten Franz Pöder in Marling, nahm er seine Mutter bis zu ihrem Tode 1833 auf. In der Zeit seines Wirkens brach 1836 die Cholera aus, in deren etwa vierwöchigem Verlauf 82 Personen der Krankheit erlagen. Sein seelsorgerisches Wirken in dieser Zeit wurde über Marling hinaus bekannt. In Anerkennung seiner Verdienste wurde Santner am 27. Dezember 1835 zum ständigen Vertreter für das Stift Gries beim Tirolisch-ständischen-Ausschuss ernannt.
1841 wurde Santner mit Dekret vom 6. Juli 1841 als Dekanatsverwalter von Lana berufen und zwei Jahre später zum 31. Oktober 1841 Schuldistrikts=Inspektor für den Bezirk Lana und gleichzeitig zum geistlichen Rat ernannt.
Ein weiteres Dekret vom 20. September 1844 bestimmte ihn zum Pfarrer von Meran und zum Kommissär des theologischen Hausstudiums im Kloster der Kapuziner. Dort begegnete er seinem früheren Studienkollegen und damaligen Bürgermeister Merans (1826–1861) Joseph Valentin Haller, der ihn in der Folgezeit unterstützte.

## Auseinandersetzungen
Zu diesem Zeitpunkt kam es zu einer Auseinandersetzung mit Hartwig, Joseph Friedrich Lentner, Ludwig Steub, Kramer sowie Joseph Streiter, die teilweise in der Augsburger Allgemeinen Zeitung, in der Augsburger Postzeitung und den Historisch-politischen Blättern öffentlich ausgetragen wurde und an der sich Joseph von Görres unterstützend für Santner beteiligte. Hintergrund war der Tiroler Kulturkampf mit seinem Höhepunkt im Bozner Lichtfest. Santner gehörte zu denen, die eine Gleichberechtigung aller Konfessionen und eine Entflechtung von Staat, öffentlichem Leben und katholischer Kirche in Tirol strikt ablehnten. Folge dieses Disputs war die Ausweisung von Lentner und Kramer sowie möglicherweise von Steub.

## Politische Tätigkeiten
1848 ermöglichte Santner durch seinen Einfluss die Wahl von Pater Beda Weber aus Meran zum Abgeordneten des Frankfurter Parlaments.
Selbst wurde er zum Deputierten des erweiterten tirolischen Landtags berufen.

## Gründungen und Stiftungen
- Auf Santner gehen in Marling und Tscherms die Gründungen von zwei Schulen, die Errichtung eines Armen- und Krankenhauses sowie mehrerer Kirchen und Kapellen zurück.[3]
- 1851 war er mit Joseph Valentin Haller verantwortlich für die Gründung der „Klein-Kinder-Bewahr-Anstalt“ in Meran (books.google.de)
  - 1851 gegründet, sollte die Einrichtung Kindern bedürftiger Eltern als Tagesstätte und Erziehungseinrichtung dienen. Durch den Frauenverein vermittelt nahm auch das Bürgertum diese für ihre Kinder an. Aus den Anfängen im Spitalverwaltungshaus folgte ein erster Neubau an der heutigen Ortweinstraße unter der Namensgebung Sigmundheim sowie 1911, unter Umbenennung in Elisabethheim, der Nachfolgebau an der Otto-Huber-Straße mit der Angliederung eines Heims, in dem auch junge Mädchen betreut wurden.[4]
- 1834: Santnerische Stipendienstiftung in Tiroler Landesmuseum Ferdinandeum (Hrsg.): Zeitschrift des Ferdinandeums für Tirol und Vorarlberg. Band 5, 1829, S. 255 f. (zobodat.at [PDF]).

## Ehrungen
- Am 25. Januar 1864 wurde ihm das Ritterkreuz des Franz-Joseph-Ordens verliehen, dem am 6. Juni 1871 die Verleihung des Grades Komtur folgte.
- Am 3. Juli 1877 wurde er in Gegenwart des damaligen Bischofs-Koadjutors Johannes und Vertretern des Trienter Domkapitels zum Ehrendomherrn ernannt.